# 敷紡前駅
敷紡前駅（しきぼうまええき）は、富山県上新川郡大沢野町（現・富山市）西大沢にあった富山地方鉄道笹津線の駅（廃駅）である。笹津線の廃線に伴い1975年（昭和50年）4月1日に廃駅となった。
1969年（昭和44年）8月30日から廃止時まで、朝夕1往復ずつ運行されていた急行列車の停車駅であった。

## 歴史
1952年（昭和27年）8月に笹津線の大久保町駅 - 地鉄笹津駅間が開業すると同時に開設を予定していた。しかし立ち退きが必要な土地や家屋の所有者と交渉がまとまらず、路線開業直後は隣接駅の駅名標に示されているものの駅はなく、一方で当駅の駅名標は敷島紡信号場近くの草原に打ち捨てられている、という異様な状況となっていた。

### 年表
- 1953年（昭和28年）2月1日：富山地方鉄道笹津線大沢野町八木山駅 - 地鉄笹津駅間に新設開業[3][4][5][6]。旅客のみ取扱い[5]。
- 1975年（昭和50年）4月1日：笹津線の廃線に伴い廃止となる[3][4][5][6]。

## 駅構造
廃止時点で、単式ホーム1面1線を有する地上駅であった。ホームは線路の西側（地鉄笹津方面に向かって右手側）に存在した。転轍機を持たない棒線駅となっていた。
無人駅となっていた。駅舎は無いがホーム中央部分に片流れ屋根の待合所を有していた。

## 駅周辺
敷島紡績の工場の前に位置した。
- 国道41号（越中東街道）
- 旧飛騨街道[1]
- 天満宮[4]

## 駅跡
1998年（平成10年）時点では、ホーム擁壁の一部が残存し、駅にあった桜の老木も残っていた。2007年（平成19年）9月時点、2008年（平成20年）時点、2009年（平成21年）11月時点でも同様であった。
また、当駅跡附近の線路跡は、1998年（平成10年）時点では大沢野町八木山駅跡から当駅跡を含む部分がサイクリングロードに転用されていた。サイクリングロードは国道41号を横断する部分まで続いていた。2008年（平成20年）時点でも同様であった。このサイクリングロードは道床をそのまま転用したような感じの、鉄道の雰囲気が感じられるものであった。

## 隣の駅
富山地方鉄道
笹津線
大沢野町八木山駅 - 敷紡前駅 - （敷島紡信号場） - 地鉄笹津駅